# Sesbania bispinosa
Sesbania bispinosa är en ärtväxtart som först beskrevs av Nikolaus Joseph von Jacquin, och fick sitt nu gällande namn av William Franklin Wight. Sesbania bispinosa ingår i släktet Sesbania och familjen ärtväxter. IUCN kategoriserar arten globalt som livskraftig.

## Underarter
Arten delas in i följande underarter:
- S. b. bispinosa
- S. b. grandiflora

## Bildgalleri

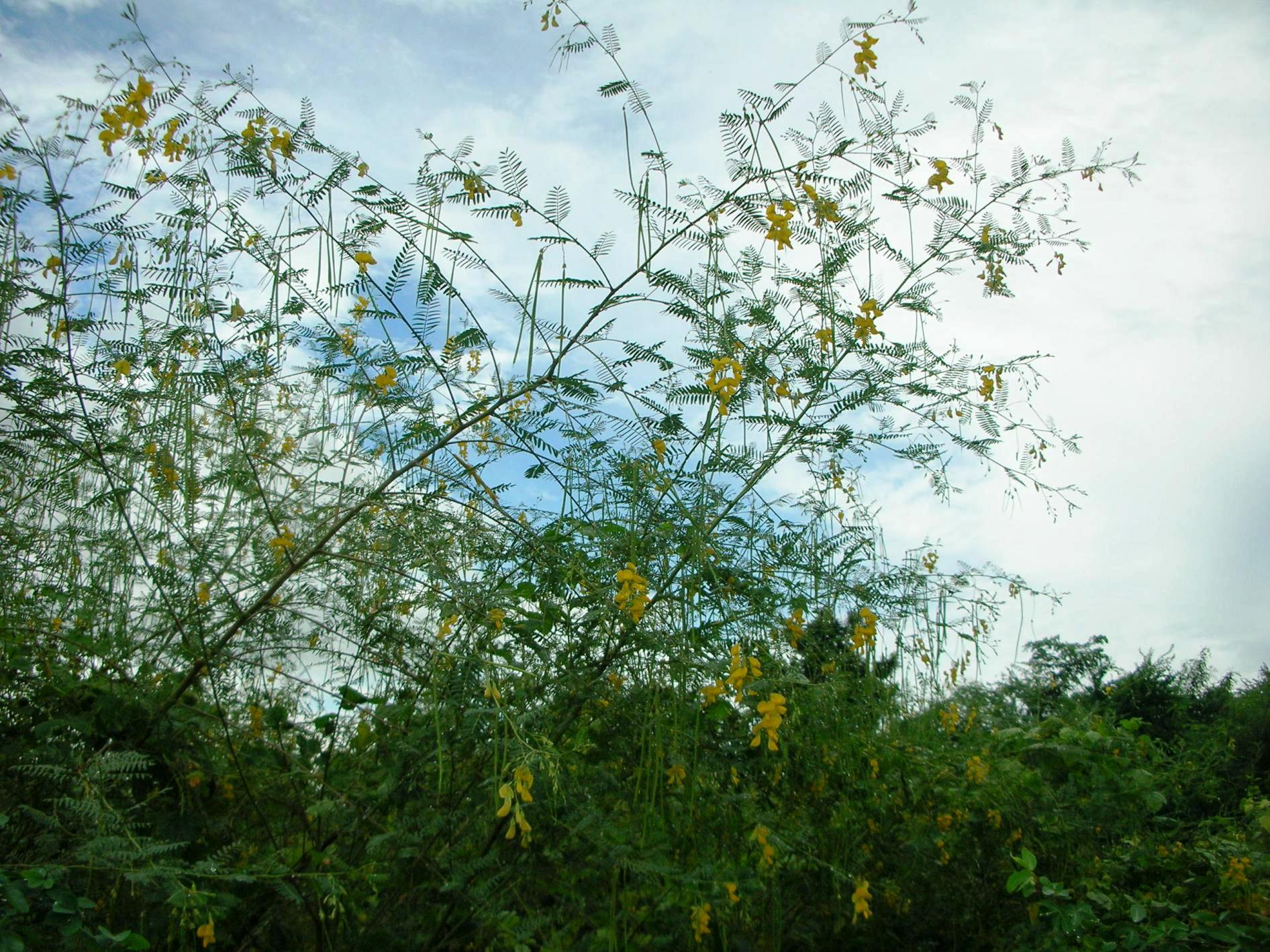